# Корпус мира
Корпус мира (англ. Peace Corps) — независимое федеральное агентство правительства США.
Учреждён 1 марта 1961 года, учреждение одобрено Конгрессом США 22 сентября 1961 года принятием Закона о Корпусе мира (Peace Corps Act, Public Law 87-293). Гуманитарная организация, отправляющая добровольцев в бедствующие страны для оказания помощи.

## Цель и задачи
Согласно закону, цель Корпуса мира состоит в том, чтобы:

Продвигать мир во всём мире и дружбу при посредстве Корпуса мира, который должен направлять в заинтересованные страны и территории мужчин и женщин из Соединённых Штатов, имеющих необходимую квалификацию для службы за рубежом и готовых служить, при необходимости, в тяжелых условиях, чтобы помочь людям этих стран и территорий обеспечить их потребность в обученном персонале.
Оригинальный текст (англ.)To promote world peace and friendship through a Peace Corps, which shall make available to interested countries and areas men and women of the United States qualified for service abroad and willing to serve, under conditions of hardship if necessary, to help the peoples of such countries and areas in meeting their needs for trained manpower.

Программа корпуса официально предусматривает три задачи:
- помогать людям заинтересованных стран и территорий в удовлетворении их потребности в обученном персонале;
- помогать продвигать лучшее понимание американцев со стороны наций, которым оказываются услуги (Корпуса мира);
- помогать продвигать лучшее понимание других наций со стороны американцев[3].

## Международная деятельность
С 1960 года в Корпусе мира добровольцами отслужили не менее 190 000 человек.
Корпус мира направляет добровольцев в более чем 70 стран, чтобы сотрудничать с правительственными учреждениями, школами, некоммерческими организациями, неправительственными организациями и предпринимателями в сферах образования, предпринимательства, информационных технологий, сельского хозяйства и экологии.
Первоначально Корпус мира объявляет о своей доступности иностранным правительствам. Затем эти правительства определяют территории, в которых может осуществляться деятельность Корпуса. Затем Корпус сверяет поставленные задачи со своими кадровыми возможностями и направляет добровольцев, обладающих нужными навыками, в те страны, которые ранее направили запросы.

### 1961

#### Март 1961
В течение нескольких недель после инаугурации президента Джона Кеннеди, он подписывает 1 марта распоряжение 10924 о создании Корпуса мира на временной экспериментальной основе.
Кеннеди назначает первым президентом Корпуса мира Сарджента Шрайвера. Во время своего пребывания с марта 1961 по февраль 1966 года Шрайвер разработал программы в 55 странах с более чем 14 500 добровольцев.

#### Июнь 1961
Учебные мероприятия Корпуса мира проводятся в американских колледжах, университетах и частных агентствах. Многие стажёры направляются в Пуэрто-Рико, Скалистые горы и другие места для полевых учебных мероприятий.

#### Август 1961
28 августа Президент США Кеннеди проводит церемонию в Розовом саду Белого дома в честь первых групп волонтёров Корпуса мира, отправляющихся на службу в Гане и Танганьика (ныне известный как Танзания).
30 августа первая группа из 51 волонтёров Корпуса мира прибывает в Аккре, чтобы служить в качестве учителей.

#### Сентябрь 1961
22 сентября Конгресс США утвердил законодательство в отношении Корпуса мира, установив, что его задачей является «содействие миру во всем мире и дружбу» в заявлении миссии, что продолжается и сегодня.

#### Декабрь 1961
Более 500 волонтёров Корпуса мира служат в девяти принимающих странах: Чили, Колумбия, Гана, Индия, Нигерия, Филиппины, Сент-Люсия, Танзания и Пакистан. Ещё свыше 200 американцев находятся на обучении в США.

### 1962
Программы осуществляются в 28 странах: Афганистан, Белиз, Боливия, Бразилия, Камерун, Кот-д’Ивуар, Кипр, Доминиканская Республика, Эквадор, Сальвадор, Эфиопия, Гондурас, Иран, Ямайка, Либерия, Малайзия, Непал, Нигер, Перу, Сьерра-Леоне, Сомали, Шри-Ланка, Сенегал, Таиланд, Того, Тунис, Турция и Венесуэла. По состоянию на 30 июня в Корпусе состояли 2816 добровольцев.

### 1966
Лилиан Картер, мать президента США Джимми Картера, отправляется на службу в Корпус мира в возрасте 68 лет в качестве добровольца общественного здравоохранения в Индии.

## Волонтёры Корпуса мира

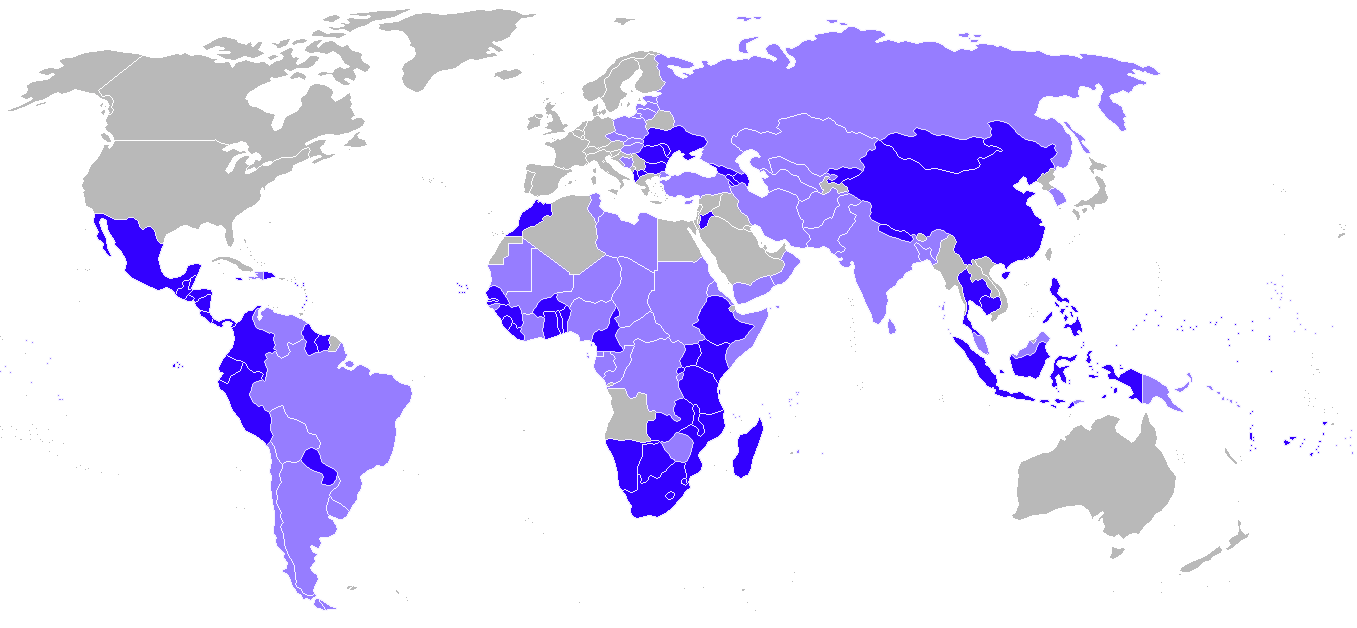
Страны, где Корпус мира действует в настоящее время (фиолетовый), и где работал ранее (светло-фиолетовый). См. также описание рисунка

Служба волонтёров улучшает жизнь людей в общинах по всему миру. Волонтёры получат практическую пользу, изучают новые языки, получают руководство и международный опыт развития, и работают с принимающими их странами в качестве партнёров и друзей.
Общее количество добровольцев и стажеров на сегодняшний день составляет более 215 000 человек. Общее количество обслуживаемых стран: 139. Текущее количество добровольцев и стажёров: 7209 человек, из них 63 % женщин, 37 % мужчин. 93 % не состоят в браке, 7 % женаты или замужем. Средний возраст: 28,7 лет. Добровольцы старше 50 лет составляют 8 % от общего числа. В настоящее время Корпус работает в 65 странах. Бюджет на 2014 финансовый год составлял $ 356 250 000.
Исполняющий обязанности директора: Кэрри Хесслер-Раделет.

### В России
В России Корпус мира действовал с 1992 года по приглашению Егора Гайдара. 200 волонтёров работали в 30 регионах.
Особое внимание уделялось вопросам экономического развития России: первые добровольцы Корпуса мира приступили к работе в качестве консультантов по малому бизнесу и агробизнесу в 5 областях, прилегающих к Волге и Дону. К началу 1997 года добровольцы работали в 8 бизнес-центрах, 3 сельскохозяйственных бизнес-центрах, 5 российских неправительственных организациях, 5 библиотеках и в других учреждениях. В западных районах России число добровольцев — преподавателей английского языка возросло с 5 человек в 1993 года почти до 60 человек в начале 1997 года; они преподавали в 7 университетах, 14 средних школах, 5 специализированных академиях, 8 педагогических институтах и 2 языковых центрах.
В 2002 году деятельность Корпуса мира в России была прекращена. По заявлению директора ФСБ Патрушева, они «занимались сбором информации о социально-политической и экономической обстановке в российских регионах, сотрудниках органов власти и управления, ходе выборов». По этой причине сотрудникам Корпуса мира было отказано во въездных визах.

### В странах бывшего СССР
В ноябре 2011 года Корпус мира свернул свою деятельность в Казахстане.
В 2012 году Корпус мира был закрыт в Туркменистане. 
В 2005 году «Корпус мира» заявил о прекращении деятельности в Узбекистане.